# Rhynchozoon quadrispinatum
Rhynchozoon quadrispinatum är en mossdjursart som beskrevs av Zabala och Maluquer 1988. Rhynchozoon quadrispinatum ingår i släktet Rhynchozoon och familjen Phidoloporidae. Inga underarter finns listade i Catalogue of Life.